# Rebeca Espinosa
Rebeca Margoth Espinosa Justavino (nacida el 5 de julio de 1992) es una futbolista panameña que juega como defensora en Umecit FC de la Liga de Fútbol Femenino de Panamá.

## Trayectoria

### CD Universitario
En el 2018 fue anunciada como nueva jugadora del Club Deportivo Universitario. Salió campeona de la Liga de Fútbol Femenino 2018, y del Torneo Clausura 2019 LFF

### Sol de América
El 31 de agosto fue anunciada como nueva jugadora del Sol de América. En el Torneo Clausura 2019 quedó subcampeona de dicho torneo y quedó vicecampeona del Campeonato Paraguayo de Fútbol Femenino 2019.

### Tauro FC
En el 2021 fue anunciada como nueva jugadora del Tauro FC. Salió campeona con el club del Torneo Apertura 2021. Y de la Superfinal de Liga de Fútbol Femenino de Panamá 2020-21

### Atlético Chiriquí
El 19 de agosto de 2021 fue anunciada como nueva jugadora del Atlético Chiriquí. Disputó con el club el Torneo Clausura 2021 LFF, donde llegaron hasta la semifinales.

### CD Plaza Amador
El 23 de diciembre de 2021 fue anunciada como nueva jugadora del CD Plaza Amador. Disputó la Liga de Fútbol Femenino 2022 quedando subcampeona de dicho torneo.

### Sporting SM
El 25 de febrero de 2023 fue anunciada como nueva jugadora del Sporting SM. Disputó la LFF 2023 en donde quedó subcampeona.

### Panamá City FC
El 23 de enero de 2024 fue anunciada como nueva jugadora del Panamá City FC. Jugó el Torneo Apertura 2024 Liga de Fútbol Femenino en donde quedaron en la 4ª posición de la conferencia este a un paso de los cuartos de final.

### Internacional FC
El 15 de mayo de 2024 fue anunciada como nueva jugadora del Internacional Fútbol Club. Debutó con el club el 20 de mayo de 2024 en la derrota 1 a 0 contra el Alianza Fútbol Club en el Estadio Municipal Raúl Miranda. Jugó la Liga Profesional Femenina de Fútbol 2024 en donde quedaron en la décima posición en e la etapa Todos contra todos en donde se quedaron a unos pasos de clasificarse a los cuadrangulares.

### Umecit FC
El 30 de julio de 2024 fue anunciada como nueva jugadora del Umecit FC. Debutó con el club el 1 de agosto de 2024 en el empate 3 a 3 contra el Panamá City FC en el Yappy Park.

## Selección nacional

### Categorías inferiores
Fue convocado por la selección sub-20 de Panamá para el Campeonato Femenino Sub-20 de la Concacaf de 2012.

### Selección absoluta
Debutó con la selección absoluta el 14 de octubre de 2018 en la derrota 0 a 7 contra Canadá en el Campeonato Femenino de CONCACAF 2018. Disputó los Juegos Panamericanos 2019 y el Preolímpico Femenino de Concacaf de 2020. Formó parte del plantel que disputó la Copa Mundial Femenina de Fútbol de 2023 jugando 1 partido.

## Clubes
| Club              | País     | Año         |
| ----------------- | -------- | ----------- |
| CD Universitario  | Panamá   | 2018 - 2019 |
| Sol de América    | Paraguay | 2019 - 2020 |
| Tauro FC          | Panamá   | 2020 - 2021 |
| Atlético Chiriquí | Panamá   | 2021        |
| CD Plaza Amador   | Panamá   | 2021 - 2022 |
| Sporting SM       | Panamá   | 2023        |
| Panamá City FC    | Panamá   | 2024        |
| Internacional FC  | Colombia | 2024        |
| Umecit FC         | Panamá   | 2024 - act. |

## Palmarés

### Títulos nacionales
| Título           | Club             | País   | Año     |
| ---------------- | ---------------- | ------ | ------- |
| Primera División | CD Universitario | Panamá | 2018    |
| Primera División | CD Universitario | Panamá | 2019-C  |
| Primera División | Tauro FC         | Panamá | 2021-A  |
| Superfinal LFF   | Tauro FC         | Panamá | 2020-21 |